# Desollamiento

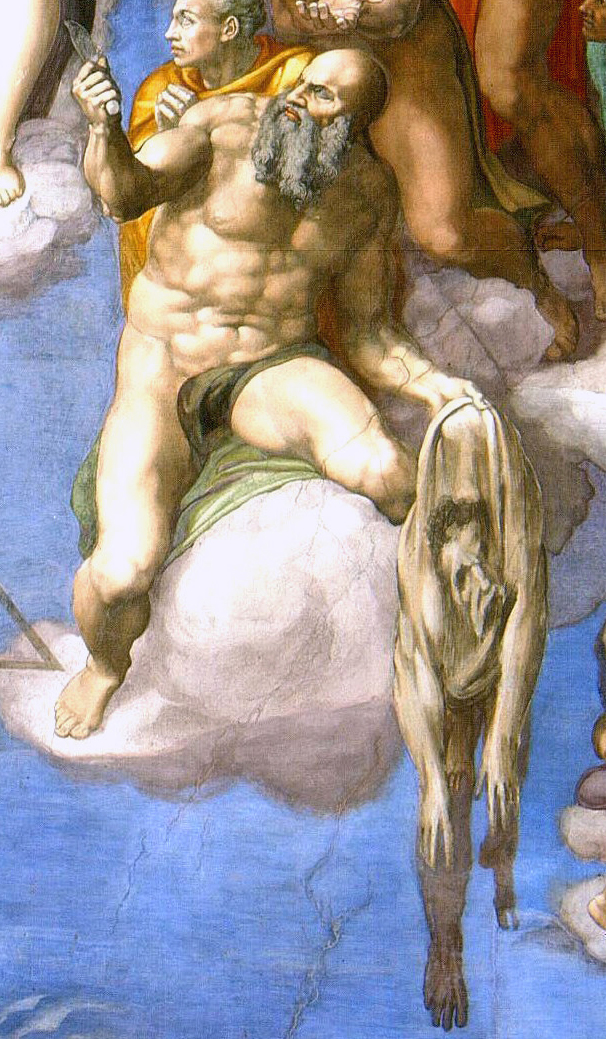
Detalle de El Juicio Final de Miguel Ángel, San Bartolomé tiene una piel en la mano, ya que este mártir fue despellejado.

Desollar o despellejar es la acción de arrancar la piel del cuerpo. Generalmente se intenta mantener intacta la porción de la piel arrancada.

## Contexto
Un animal puede ser desollado para el consumo humano en la cocina, o por su pelaje.
El desollamiento de humanos es usado como un método de tortura o ejecución, dependiendo de la cantidad de piel que se arranque. Este acto es frecuentemente referido como "desollar vivo". También existen registros de gente desollada después de su muerte, generalmente como medio para degradar el cuerpo de un enemigo prominente o criminal, algunas veces es relacionado con creencias religiosas (para negar la entrada al más allá) y otras, con fines disuasorios (escalpado).

## Historia
El desollamiento es una práctica antigua. Existen relatos de asirios desollando un enemigo capturado o a un gobernador rebelde y clavando la piel desollada en el muro de su ciudad, como una advertencia a todo aquel que quisiera desafiar su poder. Una práctica asiria especialmente salvaje, consistía en torturar indirectamente a una persona desollando a su hijo frente a sus ojos. Los aztecas desollaban y desmembraban a víctimas del ritual de sacrificio humano, generalmente después de la muerte. Este rito era conocido como Tlacaxipehualiztli y se realizaba para honrar al dios Xipe Tótec.
Quemar o cortar la piel del cuerpo era usado algunas veces como parte de la ejecución pública de traidores en la Europa medieval. Un método similar de ejecución fue usado en épocas tan tardías como los principios del siglo XVIII en Francia; uno de esos episodios es gráficamente narrado en el capítulo inicial de Vigilar y castigar (1979) de Michel Foucault. En el Antiguo Egipto, existió un mito en el que el dios Nemty decapitó a su madre, Hathor-Hesat, y fue condenado a ser desollado vivo y vendado, bajo las órdenes de Ra.
Se han encontrado fragmentos de piel humana unidas a la puerta de la Capilla Pyx, en la Abadía de Westminster. De igual forma, se ha encontrado piel humana unida a una puerta de la iglesia de Copford en Essex, Inglaterra. En la historia de China, Sun Hao, Fu Sheng y Gao Heng fueron conocidos por arrancar la piel del rostro de la gente. El emperador Hongwu desolló muchos sirvientes, oficiales y rebeldes. En 1396, ordenó el desollamiento de 500 mujeres. El oficial Hai Rui de la dinastía Ming sugirió que su emperador desollase oficiales corruptos. El emperador Zhengde desolló 6 rebeldes, y el líder rebelde chino Zhang Xianzhong también desolló varias personas. Lu Xun dijo que la dinastía Ming comenzó y terminó con desollamientos.